# Rosenkopf

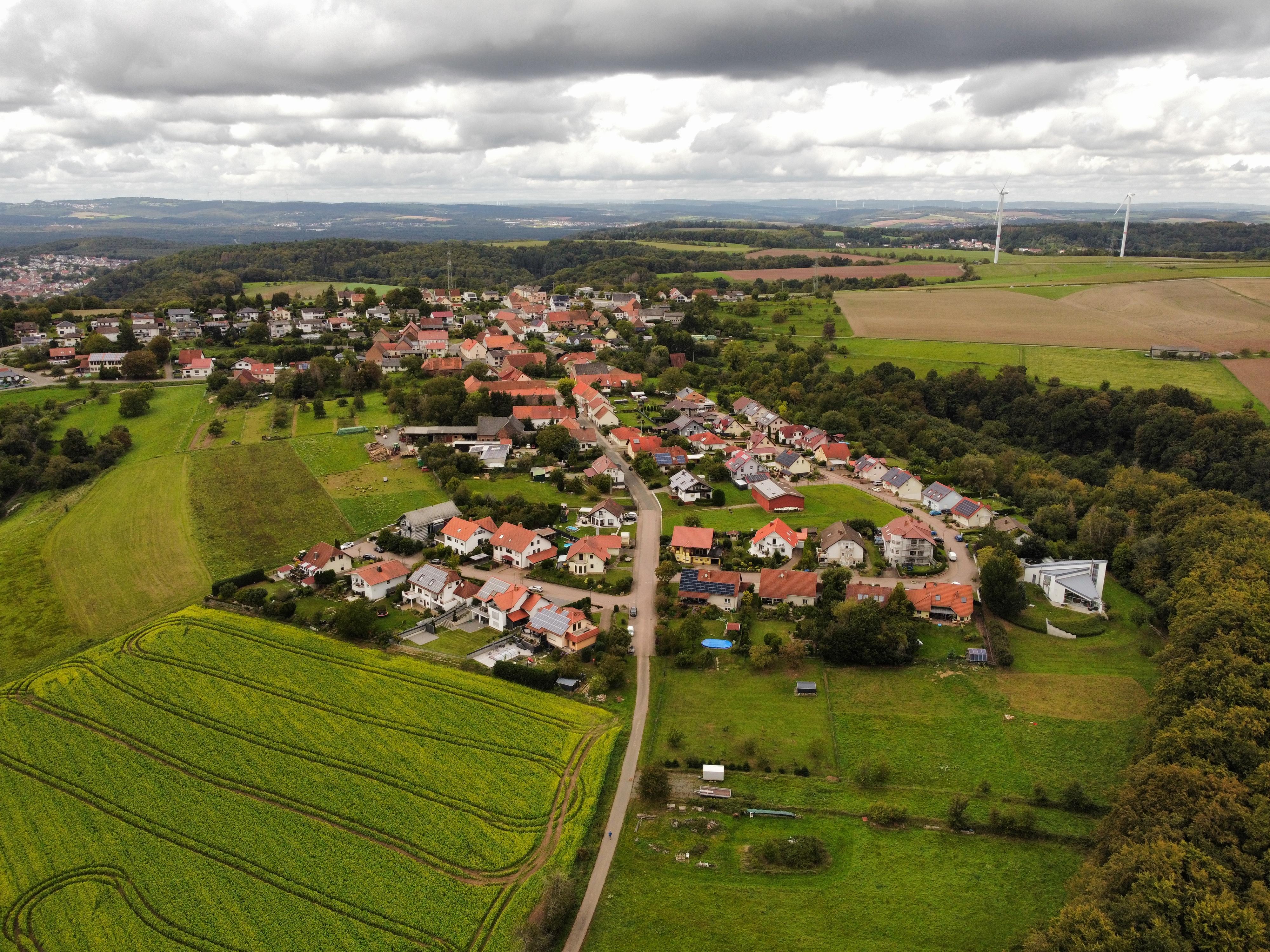
Rosenkopf (2023)

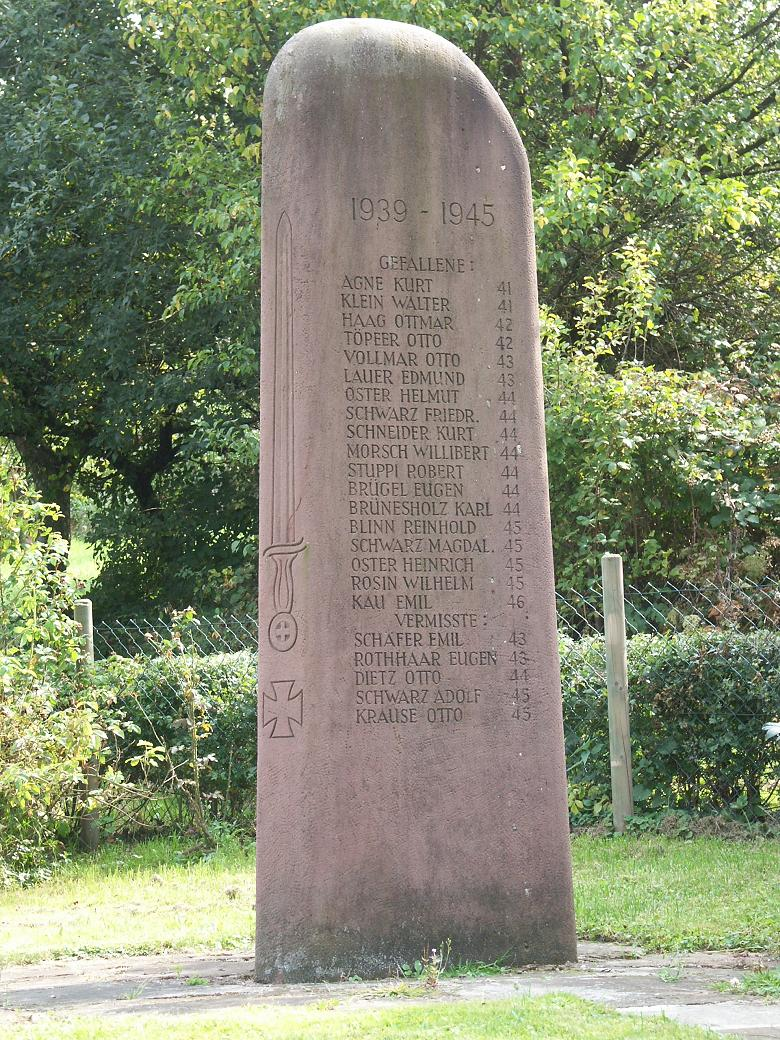
Denkmal für die Gefallenen beider Weltkriege

Rosenkopf ist eine Ortsgemeinde im Landkreis Südwestpfalz in Rheinland-Pfalz. Sie gehört der Verbandsgemeinde Zweibrücken-Land an. Mit einer Fläche von 248 ha (2,48 km²) ist Rosenkopf dort die kleinste Ortsgemeinde. Die nächstgelegenen Städte sind Homburg (Saar) und Zweibrücken.
Früher waren die Einwohner unter dem Necknamen „Rosekeppcher Hemdekneppcher“ bekannt.

## Geographie

### Lage
Rosenkopf liegt im Nordwesten des Landkreises nahe der Grenze zum Saarland auf der Sickinger Höhe. Unmittelbar nördlich schließt sich der benachbarte Landkreis Kaiserslautern an. Westlich befindet sich Bechhofen, im Norden Lambsborn, im Südosten Wiesbach und im Südwesten Käshofen.

### Gewässer
Die ersten hundert Meter des Nesselbach bildet die Gemarkungsgrenze zu Käshofen. An der Ostgrenze nach Martinshöhe liegt die Quelle des Münchenborn. Durch den Osten des Gemeindegebiets verläuft der Engeltalbach. Von links nimmt er den Rosenbach auf, der am östlichen Siedlungsrand entspringt. Zusammen mit dem westlich gelegenen Engbach (1564 noch Angelborn genannt) vereinigen sich die Bäche im Süden zum Nesselbach und gehen schließlich in den Wiesbach über.

## Geschichte
Die Anfänge des Dorfs lassen sich zeitlich ziemlich genau bestimmen: Nach Beendigung der Bannrenovation von Wiesbach durch den schwedischen Baumeister Jonas Erikson Sundahl im Jahre 1716 etablierten sich einige protestantische Wiesbacher Bauern auf das „Rosenköpgen“, um auch diese bisher wohl vernachlässigte und verwilderte nordwestliche Ecke der Wiesbacher Gemarkung zu rekultivieren. Das Projekt wurde seitens der schwedischen Gouvernementsregierung in Zweibrücken befürwortet, rief allerdings vehemente Proteste des benachbarten sickingischen Amts Landstuhl hervor, wo man eine Zunahme von Bevölkerung und Viehbestand, damit eine Überweidung des angrenzenden sogenannten Altwiesbacher Bannes befürchtete, jenes ca. vier bis fünf Quadratkilometer umfassenden nordöstlichen Teils der Wiesbacher Gemarkung, der 1589 bei der Vertauschung an Pfalz-Zweibrücken abgetrennt und Martinshöhe zugeteilt worden war, worauf Wiesbach indessen noch immer Weiderechte besaß. Das neu entstandene Dorf genoss von Anfang an wegen der relativ weiten Entfernung zum Mutterort eine größere Eigenständigkeit, unterhielt etwa eine eigene Viehherde und einen eigenen Hirten. Gleichwohl bildete es mit Krähenberg und Wiesbach zumindest bis zur Aufteilung der Gemeindebänne 1760 rechtlich eine Gemeinde und gehörte damit innerhalb des sogenannten Vogelbacher Hofs beziehungsweise der Schultheißerei Lambsborn, seit 1781 der Schultheißerei Schmitshausen zum Oberamt Zweibrücken. 1770 hatte der Ort insgesamt 63 Einwohner.
Von 1797 bis 1814, als die Pfalz Teil der Französischen Republik (bis 1804) und anschließend Teil des Napoleonischen Kaiserreichs war, war Rosenkopf in den Kanton Homburg eingegliedert und unterstand der Mairie Käshofen. Nach der Niederlage Napoleons fiel Rosenkopf aufgrund der 1815 auf dem Wiener Kongress getroffenen Vereinbarungen als Teil der linksrheinischen Pfalz zunächst an Österreich und 1816 aufgrund eines Tauschvertrages an das Königreich Bayern. Von 1818 bis 1862 gehörte die Gemeinde- dem Landkommissariat Homburg an; aus diesem ging das Bezirksamt Homburg hervor.
Da ein Teil des Bezirksamts – einschließlich Homburg selbst – 1920 dem neu geschaffenen Saargebiet zugeschlagen wurde, wechselte der Ort ins Bezirksamt Zweibrücken. Ab 1939 war der Ort Bestandteil des Landkreises Zweibrücken. Nach dem Zweiten Weltkrieg wurde Rosenkopf innerhalb der französischen Besatzungszone Teil des damals neu gebildeten Landes Rheinland-Pfalz. Im Zuge der ersten rheinland-pfälzischen Verwaltungsreform wechselte sie 1972 in den Landkreis Pirmasens (ab 1997 Landkreis Südwestpfalz) und wurde im selben Jahr der neugeschaffenen Verbandsgemeinde Zweibrücken-Land zugeordnet.

## Politik

### Gemeinderat
Der Gemeinderat in Rosenkopf besteht aus acht Ratsmitgliedern, die bei der Kommunalwahl am 9. Juni 2024 in einer Mehrheitswahl gewählt wurden, und der ehrenamtlichen Ortsbürgermeisterin als Vorsitzender.

### Bürgermeister
Maria Fier wurde am 15. Juli 2024 Ortsbürgermeisterin von Rosenkopf. Bei der Direktwahl am 9. Juni 2024 war sie als einzige Bewerberin mit einem Stimmenanteil von 91,2 % für fünf Jahre gewählt worden.
Ihr Vorgänger Christian Plagemann hatte das Amt im Juli 2019 übernommen. Bei der Direktwahl am 26. Mai 2019 war er mit einem Stimmenanteil von 83,26 % für fünf Jahre gewählt worden. Er folgte seinem Vater Jürgen Plagemann, der nach 20 Jahren im Amt nicht erneut kandidierte.

### Wappen
| Wappen von Rosenkopf | Blasonierung: „In Schwarz auf grünem Dreiberg ein silberner Pfahl, belegt mit drei roten Rosenblüten mit goldenem Butzen und grünen Kelchblättern, beseitet rechts von einem goldenen, rotbezungten und -bewehrten linksgewendeten Löwen, links von fünf silbernen Bollen 2:1:2.“ |
| Wappen von Rosenkopf | Wappenbegründung: Die „sprechenden“ Symbole Rosen und Berg greifen den Orts- bzw. den zugrundeliegenden Flurnamen auf. Der goldene Löwe verweist auf die frühere territoriale Zugehörigkeit des Dorfs zum Fürstentum Pfalz-Zweibrücken, während die silbernen Bollen daran erinnern, dass der Mutterort Wiesbach seit dem späten Mittelalter bis zur Vertauschung 1589 zur sickingischen Herrschaft Landstuhl gehörte; Rosenkopf selber war niemals sickingisch. Das Wappen wurde im November 1982 durch die Bezirksregierung Rheinhessen-Pfalz verliehen. |

## Kulturdenkmäler
Vor Ort befinden sich insgesamt vier Objekte, die unter Denkmalschutz stehen.

## Wirtschaft und Infrastruktur
Durch Rosenkopf führt die Landesstraße 465. Am nordwestlichen Ortsrand zweigt von dieser die Landesstraße 463 nach Bechhofen ab. Die Kreisstraße 67 bindet die Ortsmitte ab. Über die nahegelegenen Auffahrten Waldmohr und Bruchmühlbach-Miesau der A 6 besteht Anschluss an den Fernverkehr.
Der Öffentliche Personennahverkehr ist in den Verkehrsverbund Rhein-Neckar integriert. Der Nahverkehr war ab 2000 im Westpfalz-Verkehrsverbund (WVV) organisiert, der seit Sommer 2006 vollständig in den Verkehrsverbund Rhein-Neckar integriert ist. Die Linie 232 der Busgesellschaft Saar-Pfalz-Bus verbindet Rosenkopf werktags mit dem nächsten Bahnhof, Bruchmühlbach-Miesau an der Bahnstrecke Mannheim–Saarbrücken, sowie mit dem Hauptbahnhof Zweibrücken an der Bahnstrecke Landau–Rohrbach und dem Hauptbahnhof Homburg (Saar) im Saarland. Entlang der Bahnstrecke Mannheim–Saarbrücken existierte von 1892 bis 1959 der nahe Bahnhof Eichelscheid, der einigen Umlandgemeinden, darunter Rosenkopf, diente.

## Persönlichkeiten

### Ehrenbürger
- 2010, 10. Juli: Kurt Rücker, Kranbauer. Der am 5. August 1940 in Rosenkopf[12][13] geborene Kurt Rücker wurde für das große Engagement und die finanzielle Förderung der Infrastruktur seines Geburtsorts geehrt.[14]

### Söhne und Töchter der Gemeinde
- Oskar Munzinger (1911–1983), Jurist und Politiker (SPD)
- Walter Rothhaar (1921–2009), Landwirtschaftlicher Direktor a. D. und Agrarwissenschaftler